# Наттхайм
Наттхайм (нем. Nattheim) — община в Германии, в земле Баден-Вюртемберг. 
Подчиняется административному округу Штутгарт. Входит в состав района Хайденхайм.  Население составляет 6220 человек (на 31 декабря 2010 года). Занимает площадь 44,99 км².